# Campagne suebo-sarmatiche di Domiziano e Nerva
Le campagne suebo-sarmatiche di Domiziano e Nerva furono combattute al tempo dell'imperatore Domiziano e poi Nerva, da parte dell'Impero romano con le vicine popolazioni suebe di Marcomanni e Quadi, alleatesi con i sarmati Iazigi della piana del fiume Tibisco, tra l'89 ed il 97 nel corso di tre fasi.

## Contesto storico
L'impero dei Flavi era cominciato quindici anni prima con Vespasiano. A questi era succeduto il figlio maggiore, Tito, morto prematuramente nell'81, e poi il fratello minore, Domiziano. Quest'ultimo adottò una politica estera estremamente aggressiva soprattutto in Occidente, cominciando tutta una serie di guerre lungo i confini imperiali, evidentemente per renderne più sicure le sue frontiere, ma anche alla ricerca di glorie militari.
Nell'83, infatti, venne condotta una campagna militare contro la popolazione germanica dei Catti per la conquista dei monti Taunus e dei cosiddetti Agri decumati. Lo stesso anno fu lanciata un'offensiva in Britannia per la conquista della parte settentrionale dell'Isola contro il popolo dei Caledoni. E sempre in questi anni, il popolo dei Nasamoni, lungo il confine della provincia dell'Africa proconsolare, fu completamente annientato, perché non costituisse più un problema lungo questa frontiera meridionale. Nell'85 cominciò una difficile guerra contro i Daci di Decebalo che durò fino agli inizi dell'89 e che lasciò sostanzialmente gli equilibri lungo il basso corso del Danubio invariati, rimandando il problema a Traiano.

### Preludio alla guerra (89)
Il casus belli fu che né Marcomanni, né Quadi avevano inviato aiuti ai Romani nel corso della guerra contro i Daci di Decebalo, in base ad un trattato di alleanza rinnovato negli anni fin dall'epoca di Maroboduo e Tiberio del 6. Ciò aveva provocato l'ira di Domiziano che, muovendo dalla frontiera renana, nella primavera dell'89 arrivò in Pannonia e dopo aver messo a morte i membri di un'ambasceria germanica venuta a porgere le scuse ufficiali ed a chiedere la grazia (la seconda che essi mandavano), mosse loro guerra da Carnuntum: era l'inizio della prima fase della guerra Suebo-Sarmatica.
La spedizione contro le popolazioni suebiche fu certamente un errore strategico, poiché Domiziano dovette abbandonare il fronte dacico, in una situazione assai favorevole dopo la recente vittoria ottenuta a Tapae su Decebalo (dell'88), ed accontentarsi di una pace poco favorevole a Roma, che costringeva l'Impero romano a rimandarne la conquista a data futura. Potrebbe anche essere letto, considerando le scarse informazioni che abbiamo, come un attacco preventivo da parte dell'imperatore contro le popolazioni suebe, che si stavano preparando ad un'invasione dei territori della vicina e ricca provincia romana di Pannonia.

### Forze in campo
Domiziano riuscì a schierare un esercito composto da numerose legioni danubiane, oltre ad unità ausiliarie e a vexillationes legionarie:
- le legioni I Adiutrix, I Italica, II Adiutrix, IIII Flavia, V Macedonica, VII Claudia, XIII Gemina, Legio XIIII Gemina Martia Victrix, XV Apollinaris, XXI Rapax;
- le vexillationes legionarie delle legioni I Minervia, II Augusta, III Augusta, VIII Augusta, IX Hispana e XX Valeria Victrix.[4]

Il totale delle forze messe in campo dall'impero romano potrebbe essersi aggirato attorno ai 120 000 armati, di cui 60 000 legionari e 60 000 ausiliari.
Nel corso di questi anni di guerra, il medio corso del Danubio fu potenziato con nuove legioni, con la conseguente aperture di nuove fortezze legionarie a Vindobona, Brigetio ed Aquincum.

## Guerra

### Prima fase: 89
La campagna fu condotta in territorio barbaro a nord della fortezza legionaria di Carnuntum. Furono attaccati gli insediamenti germani limitrofi al Danubio, in Moravia e forse anche in Slovacchia, ma l'esito della prima campagna fu disastroso per i Romani, tanto che sembra siano stati sconfitti pesantemente dalle popolazioni dei Marcomanni. Un'iscrizione sembrerebbe, invece, testimoniare anche alcuni successi romani contro Marcomanni, Quadi e Sarmati (Iazigi) in questo periodo.
Forti di questo sostanziale pareggio iniziale, costrinsero Domiziano a terminare la guerra dacica ed stipulare un frettoloso patto di alleanza con Decebalo, per evitare di essere attaccato contemporaneamente da più fronti.

### Seconda fase: 92
La guerra suebo-sarmatica ebbe una seconda fase. Sembra, infatti, che Domiziano nel corso dei due anni antecedenti questa nuova campagna abbia tentato di isolare le due tribù suebe, cercando alleanze nei vicini settentrionali dei Lugi e dei Semnoni.
(Svetonio, Vite dei Cesari, Domiziano, 5, 3)
Ciò però provocò un'immediata reazione tra i Quadi, che a loro volta cercarono alleanze con i vicini sarmati Iazigi, tanto da prepararsi ad attraversare il Danubio ghiacciato al principio del 92.
In questa nuova fase il quartier generale fu spostato molto probabilmente presso la fortezza legionaria di Aquincum, mentre il territorio degli scontri fu la piana ungherese del Tibisco e la Slovacchia orientale dei Quadi. A capo di un esercito composto da ben nove legioni, comprese alcune vexillationes, fu posto un certo Lucio Tario Rufo, il quale non sembra abbia raccolto significativi successi, considerando che un'intera legione fu distrutta dagli Iazigi. Si trattava molto probabilmente della legio V Alaudae, più che della legio XXI Rapax, come sostiene il Parker.

### Terza fase: 95-97
Nella terza ed ultima fase, le armate romane, sotto l'alto comando del futuro imperatore Traiano, condussero una massiccia offensiva contro gli Iazigi della Sarmatia e le popolazioni suebe della Marcomannia. Quadi, Marcomanni e Iazigi alla fine di tre anni di duri e sanguinosi scontri si arresero, come sembra testimoniare l'Arco di Benevento, oltre a due iscrizioni del periodo:
- nella prima un certo legatus legionis della XIII Gemina, identificabile forse con il futuro console nel 124, Gaio Bellicio Flacco Torquato Tebaniano, si meritò numerose decorazioni al termine delle spedizioni contro i Sarmati ed i Suebi;[16]
- nella seconda un centurione di nome Lucio Aconio Statura, fu premiato per aver combattuto contro Germani e Sarmati.[17]

A Traiano questi successi meritarono il titolo di Germanicus e l'adozione da parte di Nerva (97).

## Conseguenze

### Le reazioni immediate
L'imperatore Domiziano non fu in grado di portare a termine la guerra poiché fu ucciso nel 96. La guerra fu invece conclusa da uno dei suoi generali, il futuro imperatore Traiano, il quale per i successi ottenuti contro le popolazioni suebe fu insignito del titolo di Germanicus, a cui seguì a breve l'adozione al trono da parte di Nerva, nell'ottobre del 97.

### L'impatto sulla storia
Al problema suebico si cercò rimedio durante il regno di Adriano con una nuova fase di guerra, quando lungo il fronte pannonico fu inviato l'erede designato Lucio Elio Cesare, negli anni 136-137.
Per i successivi quarant'anni Quadi e Marcomanni regnarono in pace, ma con l'inverno del 166/167 ci fu una prima avvisaglia di quello che di lì a poco si sarebbe rivelato un'autentica invasione germanica, come da ormai tre secoli non si era più vista (dai tempi delle guerre di Gaio Mario contro Cimbri e Teutoni). Nel 170, infatti, un'orda di ben 12 tribù germaniche invase l'impero fino a toccare i territori nord-orientali dell'Italia, con la distruzione di Oderzo e l'assedio di Aquileia. Era l'inizio delle guerre marcomanniche durate fino al 188, che costrinsero l'imperatore Marco Aurelio a considerare l'ipotesi di occuparne gli stessi territori, facendo della Marcomannia e della Sarmatia due nuove province imperiali.
Il fatto, però, che questo imperatore sia morto nel 180 e che la guerra successiva non fu portata a termine dal figlio Commodo, lasciò incompleto il disegno strategico di Roma che prevedeva lo spostamente in avanti del limes, inglobando l'intera area a sud dei Carpazi, in una linea ipotetica che da Vindobona congiungesse Troesmis.

### Fonti primarie
- Cassio Dione Cocceiano, Storia romana, LVII.
- Svetonio, Vite dei Cesari, Domiziano.

### Fonti moderne
- Pat Southern, Domitian, tragic tyrant, Londra e New York 1997. ISBN 0-415-16525-3
- Brian W.Jones, The emperor Domitian, Londra e New York 1993. ISBN 0-415-10195-6
- AAVV, Storia del mondo antico, L'impero romano da Augusto agli Antonini, Cambridge University Press, vol. VIII, Milano 1975, pag.673.
- Julian Bennet, Trajan, Optimus Princeps, Bloomington 2001. ISBN 0-253-21435-1
- Guido Migliorati, Cassio Dione e l'impero romano da Nerva ad Antonino Pio - alla luce dei nuovi documenti, Milano 2003.
- András Mócsy, Pannonia and Upper Moesia, Londra 1974. ISBN 0-415-13814-0
- R.Syme, Danubian Papers, Londra 1971.
- Peter Wilcox e Gerry Embleton, Rome's enemies: Germans and Dacians, Oxford 2004. ISBN 0-85045-473-5.